# Вечеринка (сериал)
«Вечери́нка» (англ. The Afterparty) — американский комедийный детективный телесериал, созданный Кристофером Миллером. Премьера сериала состоялась 28 января 2022 года на сервисе Apple TV+. В марте 2022 года сериал был продлён на второй сезон, премьера которого состоялась 12 июля 2023 года. В октябре 2023 года сериал был закрыт после двух сезонов.

## Сюжет
Детектив расследует убийство, совершённое во время встречи выпускников старшей школы. События той ночи показаны с разных точек зрения. Критик Оливия Рутиглиано назвала проект примером «детектива для миллениалов», нового детективного поджанра, в котором расследование является мотивом для персонажей получить второй шанс, реализовать себя и отдалиться от скучной повседневной жизни (в процессе они ощущают, что их жизнь стала новым жанром).
Сюжет второго сезона разворачивается через сутки после свадьбы и следует той же формуле, показывая события от лица каждого из гостей днём ранее.

## Актёрский состав

### Главные роли
- Тиффани Хэддиш — Дэннер, детектив, расследующая убийство Ксавьера[8].
- Сэм Ричардсон — Аник Аджайе, дизайнер квестов, использующий свой опыт работы с целью очистить своё имя[8].
- Зои Чао — Зои Чжу, возлюбленная Аника из старшей школы и бывшая жена Бретта.

#### 1-й сезон
- Айк Баринхолц — Бретт, пожарный-волонтёр и бывший муж Зои.
- Бен Шварц — Яспер Э. Леннов (главная роль в первом сезоне, гостевая во втором)[9], лучший друг Аника и бывший товарищ Ксавьера по группе, надеющийся начать сольную карьеру.
- Илана Глейзер — Челси, администратор в ветеринарной клинике, обвинившая Ксавьера в инциденте, из-за которого она была опозорена перед всей школой.
- Джэми Деметриу[англ.] — Уолт Батлер (главная роль в первом сезоне, гостевая во втором)[9], гость вечеринки, о котором никто не помнит.
- Дэйв Франко — Юджин Ксавьер Дакуорт-младший, певец и актёр, жертва убийства. Как певец выступает под мононимом Ксавьер[9].

#### 2-й сезон
- Джон Чо — Улисс Чжу, отсутствующий дядя Грейс и Зои[10].
- Пол Уолтер Хаузер — Трэвис Глэдрайз, бывший парень Грейс[11].
- Кен Джонг — Фэн Чжу, отец Грейс и Зои[12].
- Анна Конкл[англ.] — Ханна Корнелия Минноуз, сводная сестра Эдгара[11].
- Поппи Лю[англ.] — Грейс Чжу, сестра Зои и невеста Эдгара[11].
- Элизабет Перкинс — Изабел Минноуз, мать Эдгара и Ханны[8][11]
- Джек Уайтхолл — Себастьян Дрейпвуд, бизнес-партнёр Эдгара[11].
- Зак Вудс — Эдгар Минноуз, жених Грейс и жертва убийства[11]
- Вивьен Ву — Вивьен Чжу, мать Грейс и Зои[11].

### Роли второго плана

#### 1-й сезон
- Джон Эрли[англ.] — детектив Калп (первый сезон, гость во втором сезоне), напарник Дэннер
- Тия Сиркар — Дженнифер № 1, подлая беременная женщина
- Эйден Майери — Дженнифер № 2, другая подлая беременная женщина, пропадающая по прибытии Дэннер
- Женевьев Энджелсон — Индиго Грей
- Келвин Ю[англ.] — Нед Конуэй, муж Дженнифер № 1
- Эверли Карганилла — Мэгги, дочь Зои и Бретта.

Кроме того, Кристофер Мэй и Миракл Лори исполнили в первом сезоне роли мистера Шапиро и Куайт Хизер соответственно, школьного учителя и студентки, состоящих друг с другом в интимных отношениях в каждой из историй.

#### 2-й сезон
- Уилл Гринберг — Джадсон, кузен Себастьяна и брат Джексона[13]
- Джон Гемберлинг[англ.] — Джексон, кузен Себастьяна и брат Джадсона[13]
- Зак Калдерон — Кайлер, свадебный видеограф

### Заметные гости
- Ченнинг Татум в роли самого себя (первый сезон), снимавшегося вместе с Ксавьером в байопике о группе Hall & Oates.
- Уилл Форте в роли самого себя (первый сезон), который снимался вместе с Ксавьером в экранизации настольной игры «Hungry Hungry Hippos» и должен был повторить свою роль в продолжении до смерти Ксавьера.
- Джемма Чан в роли самой себя (второй сезон), играющей Зои в фильме Дэннер «X — значит место убийства».
- Кеке Палмер в роли самой себя (второй сезон), играющей Дэннер в её фильме «X — значит место убийства».
- Элайджа Вуд в роли самого себя (второй сезон), играющего Яспера в фильме Дэннер «X — значит место убийства».
- Джелил Уайт[англ.] в роли самого себя (второй сезон), играющего Аника в фильме Дэннер «X — значит место убийства», и супруга Дэннер. В первом сезоне Бретт сравнивал Аника с Аркелем, персонажем, которого Уайт играл в сериале «Дела семейные».

## Список серий
| Сезон | Серии | Серии | Даты показа    | Даты показа     |
| Сезон | Серии | Серии | Первая серия   | Последняя серия |
| ----- | ----- | ----- | -------------- | --------------- |
| 1     | 8     | 8     | 28 января 2022 | 4 марта 2022    |
| 2     | 10    | 10    | 12 июля 2023   | 6 сентября 2023 |

### Сезон 1 (2022)
| № общий | № в сезоне | Название                      | Режиссёр         | Автор сценария                                                           | Дата премьеры   |
| --- | ---------- | ----------------------------- | ---------------- | ------------------------------------------------------------------------ | --------------- |
| 1 | 1          | «Аник» «Aniq»                 | Кристофер Миллер | Телесценарий : Кристофер Миллер и Кассия Миллер Сюжет : Кристофер Миллер | 28 января 2022  |
| Во время вечеринки по случаю воссоединения выпускников старшей школы в округе Марин икона поп-музыки и звезда двух кассовых фильмов Ксавьер найден мёртвым. Детектив Дэннер решает расследовать это дело, что не устраивает её начальство. Первым делом, она допрашивает дизайнера квестов и алкоголика Аника, который рассказывает свою версию в стиле ромкома, по сюжету которого он пытается сблизиться со своей возлюбленной школьных лет, Зои, однако оказывается в любовном треугольнике вместе с её бывшим мужем Бреттом, а также с Ксавьером. |            |                               |                  |                                                                          |                 |
| 2 | 2          | «Бретт» «Brett»               | Кристофер Миллер | Энтони Кинг                                                              | 28 января 2022  |
| Дэннер допрашивает Бретта, чья версия событий похожа на боевик, в котором он является героем, стремящимся спасти семью от разрыва. Тем временем Аник и Яспер роются в мусоре с целью найти выброшенную записку, написанную одним из гостей. |            |                               |                  |                                                                          |                 |
| 3 | 3          | «Яспер» «Yasper»              | Кристофер Миллер | Джек Долджен                                                             | 28 января 2022  |
| После того, как её напарник случайно удалил записи с камер видеонаблюдения, Дэннер решает допросить Яспера, бывшего товарища Ксавьера по музыкальной группе, рассказывающего свою версию в формате мюзикла. Тем временем, заметив сходство в почерке на записке и на одной из надписей на своём лице, Аник просит участников вечеринки написать что-нибудь, чтобы сравнить их почерк с запиской, однако затем замечает отсутствие одного из гостей. |            |                               |                  |                                                                          |                 |
| 4 | 4          | «Челси» «Chelsea»             | Кристофер Миллер | Бриджет Винегар                                                          | 4 февраля 2022  |
| Дэннер допрашивает Челси, которая рассказывает свою историю в стиле психологического триллера. Согласно её версии, она получает странные сообщения с неизвестного номера. Также становится известно, что у неё какое-то время были отношения с Бреттом, и что после некоего случая на вечеринке в честь Дня Святого Патрика в средней школе она стала выглядеть сумасшедшей в глазах одноклассников. Дэннер хочет узнать больше об этой вечеринке, однако Челси отказывается говорить, ссылаясь на то, что уже оставила произошедшее в прошлом и намерена двигаться дальше. |            |                               |                  |                                                                          |                 |
| 5 | 5          | «Средняя школа» «High School» | Кристофер Миллер | Николь Делейни                                                           | 11 февраля 2022 |
| Дэннер хочет узнать об инциденте, произошедшем на вечеринке в честь Дня Святого Патрика, поэтому Уолт решает рассказать свою историю в стиле подростковой драмы. Та злополучная вечеринка проходила у него дома, однако никто об этом не знал. Яспер, поражённый эгоцентричностью Ксавьера, решает уйти из группы. Считая, что причиной этому является Аник, Ксавьер толкает того в бассейн, лишая всякого шанса сблизиться с Зои. Также Ксавьер лжёт о том, что занимался сексом с Челси будучи нетрезвым, и что она его соблазнила. Пьяный Аник в отместку разбивает битой автомобиль Ксавьера, после чего его арестовывает полиция. События переносятся обратно в наше время, где Аник понимает, что всё больше улик указывает на него, и решает показать записку, которая оказывается текстом песни, написанной Ксавьером. |            |                               |                  |                                                                          |                 |
| 6 | 6          | «Зои» «Zoe»                   | Кристофер Миллер | Фил Лорд и Рэйчел Смит                                                   | 18 февраля 2022 |
| Рассказ Зои представлен в виде мультфильма. Согласно её версии, каждая сторона её личности пыталась быть выше других. В какой-то момент становится известно, что Челси получала СМС с угрозами от Дженнифер № 2. Тем временем, Аник и Яспер пытаются подслушать допрос через мобильную связь, однако заряд телефона Яспера стремится к нулю. Пока друзья пытаются найти свободное зарядное устройство, они находят тайную комнату. Калп ловит их на шпионаже и сообщает Дэннер, что капитан снял её с дела. |            |                               |                  |                                                                          |                 |
| 7 | 7          | «Дэннер» «Danner»             | Кристофер Миллер | Кристофер Миллер и Энтони Кинг                                           | 25 февраля 2022 |
| В ожидании прибытия следователя Жермена Дэннер решает в стиле полицейской драмы рассказать Калпу о том, почему она ставит свою должность детектива превыше всего. Она рассказывает об особо громком деле, которым Жермен не хотел, чтобы та занималась, хотя её действия помогли предотвратить обвинение в адрес невиновного человека. Тем временем, Зои узнаёт о том, что Аник и Яспер подслушивали детектива, и Аник делится с ней своим наушником, чтобы та тоже смогла всё услышать. Они выясняют о волнении Дэннер по поводу того, что если дело перейдёт к Жермену, Анику грозит арест. Завершив рассказ, Дэннер заявляет, что знает, кто убил Ксавьера, однако сперва нужно допросить последнего свидетеля, которым является никто иной, как дочь Зои и Бретта, Мэгги. |            |                               |                  |                                                                          |                 |
| 8 | 8          | «Мэгги» «Maggie»              | Кристофер Миллер | Кристофер Миллер                                                         | 4 марта 2022    |
| Допросив Мэгги, Дэннер заявляет собравшимся, что убийцей является Бретт, в то время как Аник заступается за него, несмотря на тот факт, что он — последний оставшийся подозреваемый. Однако, она заявляет, что это была проверка Аника на прочность, и раскрывает имя убийцы: Яспер. Проанализировав истории всех допрошенных свидетелей, она заявляет, что тот спрятался в шкафу Ксавьера и использовал громкую музыку как прикрытие, чтобы столкнуть его с балкона в качестве мести за отказ благословить его трек. Также Дэннер заявляет, что Яспер украл телефон Ксавьера с целью удалить записи с видеокамер, а также попытаться украсть записи голоса Ксавьера. Когда его разоблачают, Яспер признаётся, что завидовал успеху Ксавьера, который, как он считал, должен был достаться ему, и оказывается арестован, а Аник разочаровывается в друге после его предательства. Наутро все решают пойти своими дорогами, Дэннер заявляет Жермену, что раскрыла дело, а Зои и Аник признаются друг другу в своих чувствах и целуются. |            |                               |                  |                                                                          |                 |

### Сезон 2 (2023)
| № общий | № в сезоне | Название                              | Режиссёр         | Автор сценария                 | Дата премьеры   |
| --- | ---------- | ------------------------------------- | ---------------- | ------------------------------ | --------------- |
| 9 | 1          | «Аник 2: Сиквел» «Aniq 2: The Sequel» | Эрик Аппель      | Кристофер Миллер и Энтони Кинг | 12 июля 2023    |
| Аник и Зои вместе уже год. Чтобы отпраздновать это, они приезжают на свадьбу сестры Зои, Грейс, выходящей замуж за Эдгара, эксцентричного бизнесмена из Кремниевой долины. На следующее утро Эдгара и его домашнюю ящерицу Роксану находят мёртвыми, и тогда Аник вызывает на помощь Дэннер. Дэннер соглашается, несмотря на то, что ушла из полиции, чтобы написать книгу об убийстве Ксавьера. В разговоре Аник рассказывает свою версию событий, давая показания в таком же формате ромкома, в каком рассказывал год назад. Аник также рассказывает Дэннер, что не хотел звонить в полицию из-за беспокойства насчёт Грейс, которую он видел прошлой ночью, когда она что-то подсыпала в стакан Эдгара. |            |                                       |                  |                                |                 |
| 10 | 2          | «Грейс» «Grace»                       | Ану Валиа        | Рэйчел Смит                    | 12 июля 2023    |
| Аник и Дэннер допрашивают Грейс, вдову Эдгара, которая рассказывает об их знакомстве в стиле исторического фильма об эпохе Регентства. Она встретила Эдгара в антикварной лавке, где тот покупал печатную машинку для своей сестры Ханны. Их бурный роман тревожит Зои, у которой возникают опасения касательно постоянных деловых поездок Эдгара. Грейс признаётся, что подсыпала Эдгару в алкоголь аддералл, чтобы тот не ложился спать в соответствии со своим строгим режимом. Грейс надеялась на вечерний свадебный танец с Эдгаром, однако он вместо этого напился и обругал гостей. Трэвис, заявивший в тот вечер, что Эдгар умрёт, расследует место его смерти вместе с Зои и находит некоторые интересные улики в его личных вещах. |            |                                       |                  |                                |                 |
| 11 | 3          | «Трэвис» «Travis»                     | Кристофер Миллер | Майк Розолио                   | 19 июля 2023    |
| Дэннер и Аник общаются с Трэвисом, бывшим парнем Грейс, который рассказывает свою версию в стиле нуарной криминальной драмы. Посчитав полученное им приглашение на свадьбу от Грейс зовом о помощи, Трэвис организовал в преддверии церемонии слежку по сети. Он узнал о том, что Эдгар использовал свои шелл-компании, чтобы поднять стоимость своей криптовалюты. Пока Трэвис искал улики в вещах Эдгара, его заметил Себастьян, а после он заручился поддержкой Ханны в попытке сорвать свадьбу. Трэвис пытался проследить за Эдгаром, когда тот оставил Грейс на танцполе, но на него напали. Считая, что Эдгара отравили, Зои находит в саду Ханны трубу дьявола, способный вызывать галлюцинации, а при употреблении большими дозами — летальный исход. |            |                                       |                  |                                |                 |
| 12 | 4          | «Ханна» «Hannah»                      | Ану Валиа        | Николь Дилейни                 | 26 июля 2023    |
| Ханна даёт показания в формате истории взросления в стиле тви-поп. Ханна подружилась с Грейс на вечеринке в честь дня её удочерения, однако затем их отношения переросли в роман. Узнав об этом, Зои сталкивается с Грейс, которая подтверждает, что между ними была интрижка, пока Эдгар был в деловой поездке. В конце концов Грейс предпочла Ханне Эдгара, что привело к сговору Ханны с Трэвисом с целью расстроить свадьбу. Несмотря на спланированный протест Трэвиса, Ханна передумала, когда Эдгар прочитал клятву и она поняла, как сильно он любил Грейс. Обыскав кабинет Эдгара, Аник и Дэннер узнают, что Эдгар собирался заменить своего делового партнёра Себастьяна, который активно заключает сделки после смерти Эдгара. |            |                                       |                  |                                |                 |
| 13 | 5          | «Себастьян» «Sebastian»               | Ану Валиа        | Братья Шипли                   | 2 августа 2023  |
| Следующим на допрос попадает Себастьян, который рассказывает свою историю в стиле фильмов-ограблений. Себастьян признаётся, что собрал команду для того, чтобы взломать сейф Эдгара в отместку за разрыв делового партнёрства. Себастьян с детства проворачивал аферы при помощи своих друзей, Джексона и Джадсона, которых и нанял для своего ограбления. Из рассказа Себастьяна становится известно, что Эдгар покинул танцпол из-за сработавшей сигнализации на сейфе и что Джадсон вырубил Трэвиса. Аник убеждён в том, что убийцей является Себастьян, однако Дэннер хочет допросить всю семью Чжу и только потом делать выводы. Она предупреждает Аника, что такая близость к делу лишь сделает его слепым к правде, что она сама поняла на личном опыте. Тем временем Ханна признаётся Грейс, что рассказала на допросе «не всё». |            |                                       |                  |                                |                 |
| 14 | 6          | «Огонь Дэннер» «Danner’s Fire»        | Тамра Дэвис      | Энтони Кинг и Кристофер Миллер | 9 августа 2023  |
| Беспокоясь из-за необъективности Аника во время расследований, Дэннер рассказывает ему поучительную историю об инциденте, с которым она столкнулась накануне свадьбы. В своей истории в жанре эротического триллера Дэннер расследовала серию поджогов, что привело её к психотерапевту подозреваемого по имени Квентин Деверо. Дэннер изначально хотела, чтобы Деверо помог ей в исследовании разума поджигателя, однако они оба оказались втянуты в сексуальные отношения, что заставило Дэннер задуматься о своих инстинктах. Позднее выяснилось, что Деверо и был реальным поджигателем, а затем поджёг свой дом и оставил Дэннер умирать. Несмотря на то, что Калп её спас, Дэннер ушла из полиции, чувствуя вину за то, что потеряла бдительность и позволила Деверо уйти. Дэннер также признаётся, что так и не начала писать книгу о деле Ксавьера, потому что потеряла веру в себя. Когда она заканчивает рассказ, Аник обещает Дэннер помочь ей вернуть уверенность в себе. Тем временем Трэвис принимает микродозу трубы дьявола, чтобы показать, как легко было отравить им Эдгара. Зои находит в спальне Эдгара чайник и прячет в серванте в ванной.          |            |                                       |                  |                                |                 |
| 15 | 7          | «Улисс» «Ulysses»                     | Питер Атенсио    | Бренда Хсю                     | 16 августа 2023 |
| Зои разговаривает со своими родителями, Фэном и Вивьен, о том, почему они не хотят, чтобы у них брали интервью. Следующим на допрос попадает Улисс, самопровозглашённый «Дядя Прикол» Грейс и Зои. Свою версию он рассказывает в жанре эпической романтики; из рассказа Улисса становится известно, что ещё до рождения Грейс у него были запутанные отношения с собственной золовкой Вивьен. В конце концов об этом узнал Фэн, что побудило Улисса путешествовать по миру в попытке жить своей жизнью. Улисс оставался вдали от Фэна и его семьи, пока к нему лично не приехал Эдгар, чтобы пригласить на свадьбу. Улисс отказался, но передумал после того, как Эдгар предположил, что тот может являться биологическим отцом Грейс. Улисс приехал на церемонию, надеясь подтвердить своё родство с Грейс, что привело Фэна в ярость. Тем не менее Улисс всё же решил отпустить прошлое. После попытки выбить из Ханны признание Зои понимает, что у свадебного видеографа, Кайлера, должно быть достаточно кадров с той ночи, которые помогут вычислить убийцу. |            |                                       |                  |                                |                 |
| 16 | 8          | «Фэн» «Feng»                          | Эрик Аппель      | Братья Шипли                   | 23 августа 2023 |
| Аник сообщает Вивьен, что знает о её романе с Улиссом, и позднее она рассказывает дочерям правду. Аник и Дэннер изучают видеозаписи Кайлера с праздничных выходных, и Фэн присоединяется к ним, чтобы давать показания. Из записей Кайлера становится известно, что у Фэна были финансовые трудности с его фургоном с баобином, который был отбуксирован после внезапного появления Улисса на предсвадебном ужине. На камеру Фэн сказал Кайлеру, что собирался попросить Эдгара инвестировать в его бизнес и спасти себя от банкротства. Дэннер сообщает Фэну, что Грейс не подписала брачный договор, что даёт Фэну не меньший мотив для убийства Эдгара, чем у Грейс. Другое видео показывает, как на афтепати Фэн преследовал Эдгара, предлагая ему свой десерт, который тот всё же попробовал вместе с Роксаной. Аник умоляет Фэна быть более откровенным, поскольку все эти записи официально являются уликами. После просмотра зловещего клипа с матерью Эдгара, Изабел, Дэннер решает следующей вызвать на допрос её. Изабел говорит Дэннер, что ждала момента, чтобы рассказать свою версию событий, заявляя, что знает, кто убил Эдгара, и что это была не Грейс. |            |                                       |                  |                                |                 |
| 17 | 9          | «Изабел» «Isabel»                     | Кристофер Миллер | Анна Локхарт и Кэти Миллер     | 30 августа 2023 |
| Изабел начинает рассказ в стиле мелодраматического триллера с событий, предшествовавших свадьбе. После смерти её мужа, Александра, её психическое здоровье ухудшилось и она начала страдать хронической бессонницей. Эдгару быстро надоела неуравновешенность матери, и он даже грозился отдать Изабел под опеку. После тго как Трэвис на предсвадебном ужине рассказал ей о приписываемых Эдгару преступлениях, она решила, что Эдгар умышленно пытался её парализовать. Её опасения подтвердились, когда Грейс и Зои указали на то, что снотворными, которые она принимала, на самом деле был аддералл, а её речь на приёме подменили на совершенно противоположную по содержанию. Изабел рассказывает, что именно она ответственна за смерть Эдгара, поскольку поменяла местами куски торта, которые он взял для них, вследствие чего Эдгар съел отравленный кусок, предназначавшийся его матери. В то время как Аник замечает несостыковки в теории об отравленном торте, в дом приезжают полицейские и Изабел заявляет, что Эдгара убила Грейс. |            |                                       |                  |                                |                 |
| 18 | 10         | «Вивьен и Зои» «Vivian and Zoe»       | Тамра Дэвис      | Кристофер Миллер и Энтони Кинг | 6 сентября 2023 |
| Аник и Дэннер понимают, что никто из опрошенных не видел Зои на вечеринке. Она рассказывает свою версию событий в стиле кэмпового ужастика. Считавшаяся виновной, Зои признаётся в том, что выбросила из окна пса Эдгара Полковника, когда он напал на неё в его спальне. Позднее выясняется, что Полковник приземлился на батут и выжил. Аник и Дэннер пытаются придумать иную теорию, пока шериф не арестовал Грейс. Вспоминая откровение Изабел и её предположение, что Эдгара отравили случайно, Дэннер всё понимает; Эдгар не был изначальной целью отравителя. После того как Вивьен вспоминает свой разговор с Улиссом и Фэном, Аник и Дэннер собирают кусочки пазла воедино: убийцей Эдгара оказывается Улисс, который, однако, изначально планировал отравить Фэна. Желая, чтобы Вивьен была с ним, Улисс отравил напиток, сделанный им для Фэна, но его по ошибке выпил Эдгар после дегустации баобина Фэна. Когда Вивьен пытается выпить из рога Улисса (где и находилась приготовленная труба дьявола), он наконец сознаётся во всём. Спустя год Аник женится на Зои, а Дэннер снимает фильм об убийстве Ксавьера со звёздным актёрским составом.              |            |                                       |                  |                                |                 |

## Производство

### Разработка
Кристофер Миллер задумал идею «Вечеринки» в начале 2010-х годов. Он хотел показать детективную историю с точки зрения разных свидетелей, вдохновившись своей любовью к детективным фильмам, построенным вокруг убийства, и фильму Акиры Куросавы «Расёмон». Деталь со встречей выпускников была добавлена Миллером после того, как он сам побывал на одной такой, поскольку данная концепция показалась ему интересной. Миллер в одиночку написал сценарий во время совместной работы с Лордом над фильмами «Облачно, возможны осадки в виде фрикаделек» и «Мачо и ботан». Изначально это должен был быть полнометражный фильм, который Миллер поставил и написал бы в одиночку и стал бы продюсером наряду с Филом Лордом, Джонатаном Кадином и Ханной Мингеллой. Однако, фильм не был реализован, поскольку дуэт был занят работой над фильмами «Лего. Фильм» и «Мачо и ботан 2». Они всё ещё выражали заинтересованность в реализации проекта во время рекламной кампании «Лего. Фильма». Когда Кристоферу Миллеру доверили работу над «Вечеринкой», он решил превратить старые наработки в мини-сериал. Как ему казалось, данный формат поможет лучше раскрыть персонажей. Это также дало ему возможность показать несколько версий событий в разных жанрах.
24 июня 2020 года было объявлено, что сервис Apple TV+ заказал производство сериала из восьми эпизодов под названием «Вечеринка». Кристофер Миллер является создателем, шоураннером и исполнительным продюсером сериала наряду с Филом Лордом, в то время как продюсером является Обри Ли. В производстве сериала принимали участие такие компании, как Sony Pictures Television и TriStar Television. В марте 2022 года было объявлено о продлении сериала на второй сезон. 27 апреля стало известно о том, что второй сезон будет состоять из десяти эпизодов и что сюжет будет сосредоточен на убийстве во время свадьбы. Также стало известно о том, что Энтони Кинг станет сошоураннером наряду с Миллером.

### Подбор актёров
В ноябре 2020 года был объявлен актёрский состав, включающий в себя Тиффани Хэддиш, Сэма Ричардсона, Бена Шварца, Айка Баринхолца, Илану Глейзер и Дэйва Франко. Когда вышла финальная серия первого сезона, Шварц признался в том, что знал, что играет убийцу, ещё с того момента, как получил роль, и держал это в секрете от других актёров до совместной читки сценария.
Вместе с объявлением о продлении на второй сезон стало известно, что Хэддиш повторит свою роль в продолжении. В апреле 2022 года было объявлено о том, что Ричардсон и Чао тоже вернутся во втором сезоне, а к актёрскому составу присоединятся Элизабет Перкинс, Зак Вудс, Пол Уолтер Хаузер, Поппи Лю, Анна Конкл, Джек Уайтхолл и Вивьен Ву с ролями Изабель, Эдгара, Трэвиса, Грейс, Ханны, Себастьяна и Вивьен соответственно. В мае 2022 года стало известно о том, что Кен Джонг и Джон Чо также получили роли во втором сезоне. 13 июня 2022 года Уилл Гринберг и Джон Гемберлинг получили роли второго плана во втором сезоне.

### Съёмочный период
11 ноября 2020 года Кристофер Миллер подтвердил начало съёмок, опубликовав пост в своём Instagram-аккаунте. 17 февраля 2021 года он тем же способом объявил о завершении съёмочного процесса и скорой премьере проекта.
Анимационная часть шестого эпизода была создана студией ShadowMachine, ответственной за мультсериал «Конь БоДжек» и грядущее продолжение сериала «Школа клонов». Дизайн анимации был разработан Линдси Оливарес, ранее сотрудничавшей с Лордом и Миллером при создании мультфильма «Митчеллы против машин». Работа над анимацией велась одновременно с живыми съёмками.
Съёмки второго сезона начались 11 мая 2022 года, Миллер вновь выступает режиссёром. 1 сентября 2022 года Уайтхолл сообщил о завершении съёмок.

### Музыка
Композиции к первому сезону были написаны Дэниелом Пембертоном, ранее сотрудничавшим с Лордом и Миллером при работе над фильмом «Человек-паук: Через вселенные». В интервью Variety Пембертон рассказал о сложностях написания музыки в разных стилях под характер каждого персонажа. Он заявил следующее: «Это как будто я музицирую для десяти фильмов, плюс для сериала, плюс для всяких побочных проектов, плюс продюсирую несколько песен. На мои плечи была возложена большая задача». В начале работы над проектом Пембертон написал заглавную тему и музыку для основной временной линии, а затем — для флешбэков. Он вдохновлялся музыкой к фильмам Ричарда Кёртиса наподобие «Ноттинг-Хилл» для флешбэков Аника в жанре ромком, музыкой Говарда Шора и Бернарда Херрмана для психологического триллера Челси и гитарными и барабанными темами Тайлера Бэйтса из фильма «Джон Уик» для экшн-истории Бретта. Третий эпизод выполнен в жанре мюзикла, в него вошли песни, написанные Джеком Долдженом и Джоном Лажуа, последний работал с Лордом и Миллером  при написании песен для «Лего. Фильма 2». Альбом с композициями и песнями был выпущен 28 января 2022 года, в день премьеры первых трёх эпизодов.
1 февраля 2022 года был выпущен мини-альбом под названием «R.I.P. Xavier», в который вошли песни, исполненные Франко в образе персонажа Ксавьера.

#### Саундтрек
Вся музыка написана Дэниелом Пембертоном, если не указано иное.
| №                   | Название                          | Автор(ы)                 | Исполнитель(и)                           | Длительность |
| ------------------- | --------------------------------- | ------------------------ | ---------------------------------------- | ------------ |
| 1.                  | «The Afterparty (Titles)»         |                          |                                          | 0:51         |
| 2.                  | «Danner Arrives»                  |                          |                                          | 2:06         |
| 3.                  | «Mind Movies»                     |                          |                                          | 2:03         |
| 4.                  | «Suspicious Times»                |                          |                                          | 5:16         |
| 5.                  | «Aniq's Rom-Com World»            |                          |                                          | 2:03         |
| 6.                  | «Remembering Xavier»              |                          |                                          | 0:34         |
| 7.                  | «Aniq's Prelude to a Kiss»        |                          |                                          | 1:54         |
| 8.                  | «Aniq and the Balloons»           |                          |                                          | 1:08         |
| 9.                  | «The Afterparty (Chamber)»        |                          |                                          | 2:48         |
| 10.                 | «Brett Scoping the Party»         |                          |                                          | 1:35         |
| 11.                 | «Brett's Fists of Fury»           |                          |                                          | 1:36         |
| 12.                 | «Two Shots»                       | Джек Долджен, Джон Лажуа | Бен Шварц, Сэм Ричардсон, Джэми Деметриу | 2:38         |
| 13.                 | «Yeah Sure Whatever»              | Долджен, Лажуа           | Шварц                                    | 2:23         |
| 14.                 | «Three Dots from Stardom»         | Долджен, Лажуа           | Шварц                                    | 3:23         |
| 15.                 | «Chelsea's Feeling Threatened»    |                          |                                          | 1:21         |
| 16.                 | «Chelsea's Hip Flask»             |                          |                                          | 2:29         |
| 17.                 | «Chelsea's Stalker»               |                          |                                          | 2:28         |
| 18.                 | «Someone's Watching You, Chelsea» |                          |                                          | 3:48         |
| 19.                 | «Indigo's Visions»                |                          |                                          | 2:18         |
| 20.                 | «The Usual Suspects»              |                          |                                          | 0:38         |
| 21.                 | «High School Band Breakup»        |                          |                                          | 1:18         |
| 22.                 | «Put Yourself Out There, Walt»    |                          |                                          | 1:18         |
| 23.                 | «Stoner Zoe»                      |                          |                                          | 1:03         |
| 24.                 | «Zoe's Self Hug»                  |                          |                                          | 1:11         |
| 25.                 | «Danner Training Course»          |                          |                                          | 1:11         |
| 26.                 | «Danner's On Patrol»              |                          |                                          | 1:40         |
| 27.                 | «Maggie's Kid Eye World»          |                          |                                          | 2:09         |
| 28.                 | «Whodunnit?»                      |                          |                                          | 2:07         |
| 29.                 | «I Did Not Kill Anyone»           |                          |                                          | 3:40         |
| 30.                 | «One Clue Revealed»               |                          |                                          | 2:13         |
| 31.                 | «J'Accuse»                        |                          |                                          | 5:44         |
| 32.                 | «Howdunnit»                       |                          |                                          | 3:05         |
| 33.                 | «Busted»                          |                          |                                          | 2:17         |
| 34.                 | «The Afterparty (End Credits)»    |                          |                                          | 2:04         |
| Общая длительность: | Общая длительность:               | Общая длительность:      | Общая длительность:                      | 60:14        |

#### Мини-альбомR.I.P. Xavier
| №                   | Название             | Автор(ы)                                                      | Длительность |
| ------------------- | -------------------- | ------------------------------------------------------------- | ------------ |
| 1.                  | «Imma Live Forever»  | Кристофер Роберт Миллер, Левен Кали, Саймон Сей, Стелиос Фили | 2:26         |
| 2.                  | «X Marks the G Spot» | Фили                                                          | 2:30         |
| 3.                  | «Do Wet»             | Фили                                                          | 2:21         |
| 4.                  | «Just Like U»        | Миллер, Фили                                                  | 2:54         |
| Общая длительность: | Общая длительность:  | Общая длительность:                                           | 10:12        |

## Премьера
Релиз сериала состоялся 28 января 2022 года. Премьера второго сезона состоялась 12 июля 2023 года; первые два эпизоды вышли в один день, а все остальные будут выходить на еженедельной основе. Изначально премьера должна была состояться 28 апреля.